# Lóhere-nappalibagoly
A Lóhere-nappalibagoly (Callistege mi)  a rovarok (Insecta) osztályának a lepkék (Lepidoptera) rendjéhez, ezen belül a bagolylepkefélék (Noctuidae) családjához tartozó faj.

## Elterjedése
Mind a száraz és a nyílt terepen: a rétek, legelők és erdők szélein, valamint a nedves réteken és mocsarak határain előfordul.

## Megjelenése
Szárnyfesztávolsága 25-30  milliméter. Fehér külső és belső keresztvonala öblös barnás olajzöld foltokat zárnak közre. Körfoltja erős fekete pontként látható. Külső szegélye világos és a többi rajzolattal összekötődött. Hátulsó szárnya sötétbarna vagy sárga fehér hullámvonalakkal. A hernyók a körülbelül 40 milliméter hosszúak és karcsúak, meztelen testűek, és csak két pár hasi lábuk van.

## Életmódja
Különbözik a legtöbb más bagolylepkéktől, nappal repülnek a különböző virágok nektárjáért.
A hernyói egyaránt aktívak nappal és éjszaka, ha veszélyben érzik magukat, akkor legurulnak a földre. Nyugalmi állapotban  főleg fűféléken pihennek, amelyek nem tartoznak a tápnövényeikhez. Báb állapotban telelnek át, akár a földön vagy a növényen függve.  Két nemzedékük van egy év alatt az első már április végétől július közepéig, a második júliustól augusztus végéig. A hernyók tápnövényei:  vörös lóhere (Trifolium pratense), Genista sagittalis, Melilotus officinalis, Vicia cracca.

## Fordítás
- Ez a szócikk részben vagy egészben  a   Scheck-Tageule című német Wikipédia-szócikk fordításán alapul.  Az eredeti cikk szerkesztőit annak laptörténete sorolja fel. Ez a jelzés csupán a megfogalmazás eredetét és a szerzői jogokat jelzi, nem szolgál a cikkben szereplő információk forrásmegjelöléseként.